# Pseudoterranova decipiens
Pseudoterranova decipiens is een rondwormensoort uit de familie van de Anisakidae. De wetenschappelijke naam van de soort is voor het eerst geldig gepubliceerd in 1878 door Krabbe.